# 古帝王图
古帝王图，又称历代帝王图、列帝图、十三帝图、古列帝图卷、古帝皇图卷，是由中国初唐时期画家阎立本所绘画的大型绢画。画卷的尺寸为51.3×531厘米。
该画卷描画了十三位中国帝王，他们分别是：汉昭帝刘弗陵、汉光武帝刘秀、魏文帝曹丕、汉昭烈帝刘备、吴大帝孙权、晋武帝司马炎、陈文帝陳蒨、陳伯宗、陈宣帝陳頊、陈叔宝、周武帝宇文邕、隋文帝杨坚和隋炀帝杨广。
目前该画卷被收藏在美国波士顿的波士顿美术馆。
据《画史》记载，米芾于王秋家所遇之画卷（即今日之真品）为杨褒之摹本。

## 后人评论
阎立本选取的十三位帝王都是带有典型性的暴君、庸帝、昏王、明主。
每个帝王独立成一组，一般有两名侍者，其中陈后主只有一侍。构图表现有两种形式，一种是立像，侍者在旁；一种是坐像，侍者穿插左右。作为共同气质，这些皇帝多少均具有“王者”风度，为了突出天子，侍者们相应画得矮小，甚至于和帝王的高大不成比例，这是中国传统绘画常用的手法。
对这种互不联系的并列形式，除在长卷限制的构图上寻求一些变化外，画家一般着力刻画人物个性的差异，选用特征性细节，尤其注意刻画面部五官的不同。在个性表现上作者根据帝王们各自的特点和对其功过的“正统”评价加以表现，并将自己的褒贬观融诸笔端。画中题名主要评价帝王对佛教的态度。

## 画卷片断
| 自右至左順序 | 片断 | 帝王   | 在位时期          | 画中题名                                         |
| ------------ | ---- | ------ | ----------------- | ------------------------------------------------ |
| 1            |      | 刘弗陵 | 公元前87–公元前74 | 前漢昭帝劉弗陵                                   |
| 2            |      | 刘秀   | 25–57             | 光武皇帝劉秀                                     |
| 3            |      | 曹丕   | 220–226           | 魏文帝曺丕                                       |
| 4            |      | 孙权   | 229–252           | 吴主孫權                                         |
| 5            |      | 刘备   | 221–223           | 蜀主劉備                                         |
| 6            |      | 司马炎 | 265–290           | 晉武帝司馬炎                                     |
| 7            |      | 陳頊   | 568–582           | 陈宣帝諱頊在位十四年，深崇佛法，日日召朝臣講經   |
| 8            |      | 陳蒨   | 559–566           | 陈文帝在位八年，深崇道教                         |
| 9            |      | 陳伯宗 | 566–568           | 陈廢帝伯宗在位二年                               |
| 10           |      | 陈叔宝 | 582–589           | 陈後主叔寳在位七年                               |
| 11           |      | 宇文邕 | 561–578           | 後周武帝宇文邕在位十八年，五帝共廿五年，毁滅佛法 |
| 12           |      | 杨坚   | 581–604           | 隋文帝楊堅在位廿三年，三帝共卅六年               |
| 13           |      | 杨广   | 604–618           | 隋煬帝廣在位十三年                               |